# Melanerpes candidus
Il picchio bianco (Melanerpes candidus Otto, 1796) è un uccello appartenente alla famiglia Picidae diffuso in America meridionale.

## Descrizione

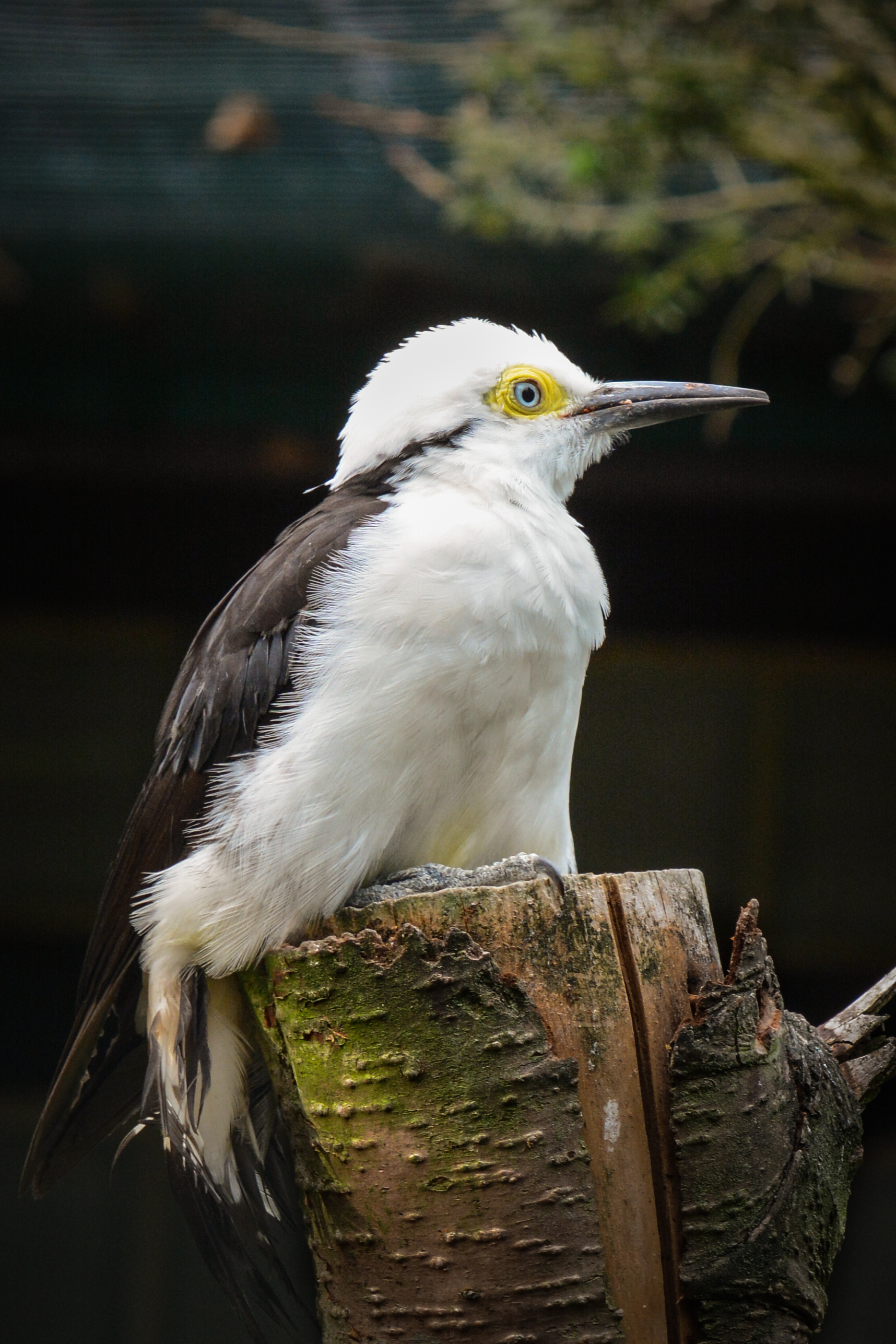
Primo piano di M. candidus

Il picchio bianco misura circa 24 cm di lunghezza e presenta una caratteristica colorazione bianca e nera con anelli palpebrali gialli.

## Biologia
Si nutre di insetti e granaglie ma soprattutto di frutti, caratteristica che rende la specie nociva per le piantagioni. In cattività apprezza particolarmente anche il miele, il che potrebbe significare che in natura si nutre del nettare dei fiori. A differenza della maggior parte dei picchi, che hanno un volo ondulato, il picchio bianco ha un volo diritto. Solitamente vive in piccoli gruppi e nidifica nelle cavità dei tronchi. La coda viene usata come supporto per puntellarsi nell'arrampicata.

## Distribuzione e habitat
È diffuso nella parte orientale del Sudamerica, con un areale che si estende dal Suriname all'Argentina settentrionale. È stanziale e vive in vari ambienti tra cui foreste rade e margini forestali, campagne coltivate e praterie scarsamente alberate.